# Josef Schwarzer
Josef Schwarzer (ur. 17 stycznia 1881 w Szybowicach, zm. 30 sierpnia 1908 w Düsseldorfie) – niemiecki pacemaker i kolarz torowy.

## Życiorys
Schwarzer z zawodu był mechanikiem rowerowym. Najpierw pracował jako szofer dla holenderskiego kolarza Pieta Dickentmana. Jako pacemaker (zawodnik mający za zadanie dyktować wysokie tempo w pierwszej części wyścigu, tak by inni zawodnicy mogli uzyskać wartościowe rezultaty) prowadził amerykańskiego kierowcę wyścigowego Louisa Mettlinga, dopóki nie zmarł podczas wyścigu w Dreźnie w lipcu 1907.
Po śmierci Mettlinga Schwarzer prowadził głównie Robla i szwajcarskiego Fritza Rysera, z którym wygrał Mistrzostwa Świata w 1908. Zaledwie cztery tygodnie później Schwarzer upadł na torze rowerowym w Düsseldorfie i zginął.